# Cư Króa
Cư Króa là một xã phía đông của huyện M'Drắk, tỉnh Đắk Lắk, Việt Nam.

## Địa lý
Xã Cư Króa có diện tích 209 km², dân số năm 1999 là 2.101 người, mật độ dân số đạt 10 người/km².
Toàn xã có 612 hộ với 2.936 người (số liệu cập nhật 2007).
Xã này nằm ở độ cao trung bình so với mực nước biển là trên 500 m.
Khí hậu có hai mùa rõ rệt là mùa khô và mùa mưa.
Diện tích đất nông nghiệp: 1.433,98 ha.
Diện tích đất lâm nghiệp: 16.152,39 ha trong đó diện tích rừng tự nhiên: 14.833,01 ha. Diện tích rừng trồng và rừng phòng hộ: 1.319,38 ha.
Diện tích đất chuyên dùng: 435,93 ha.
Diện tích đất ở: 23,8 ha.
Diện tích đất chưa sử dụng: 2.511,22 ha.

## Hành chính
Xã Cư Kroá được chia thành 9 thôn: 1, 2, 3, 4, 5, 6, 7, 8, 9.

## Kinh tế
Cư Króa có thu nhập bình quân đầu người (GDP bình quân đầu người) là 3.564.000 đồng (năm 2007).
Sản lượng lương thực toàn xã năm 2007 là 1.424 tấn.
Số lượng trâu bò trong toàn xã năm 2007 là 1.887 con.